# Шизогонія (Цілком таємно)
«Шизогонія» (Schizogeny) — 9-й епізод п'ятого сезону серіалу «Цілком таємно». Епізод належить до «монстрів тижня» і не відноситься до «міфології серіалу». Прем'єра в мережі «Фокс» відбулася 4 січня 1998 року.
Серія за шкалою Нільсена отримала рейтинг домогосподарств рівний 12.9, який означає, що в день виходу її подивилися 21.37 мільйона чоловік.

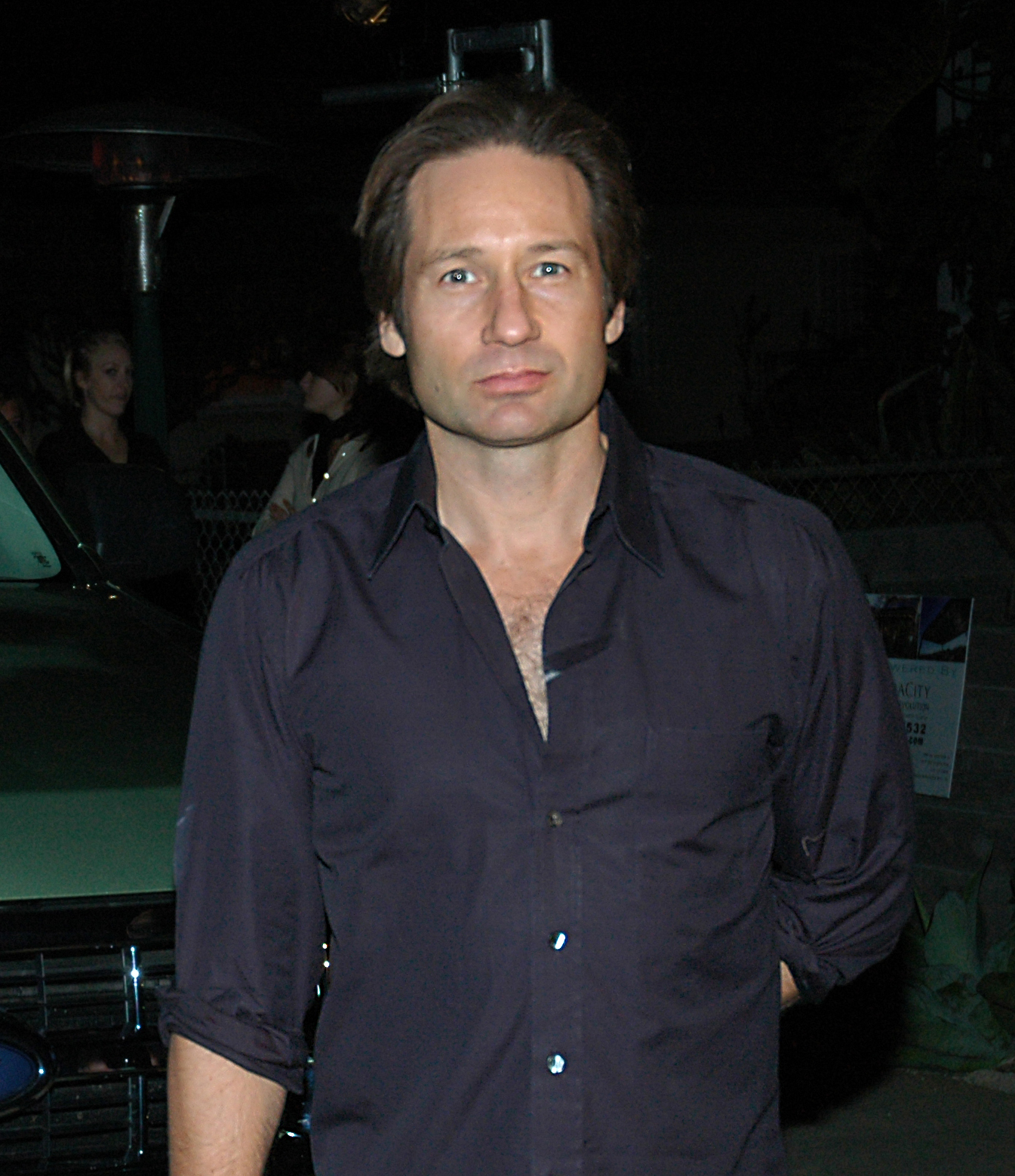

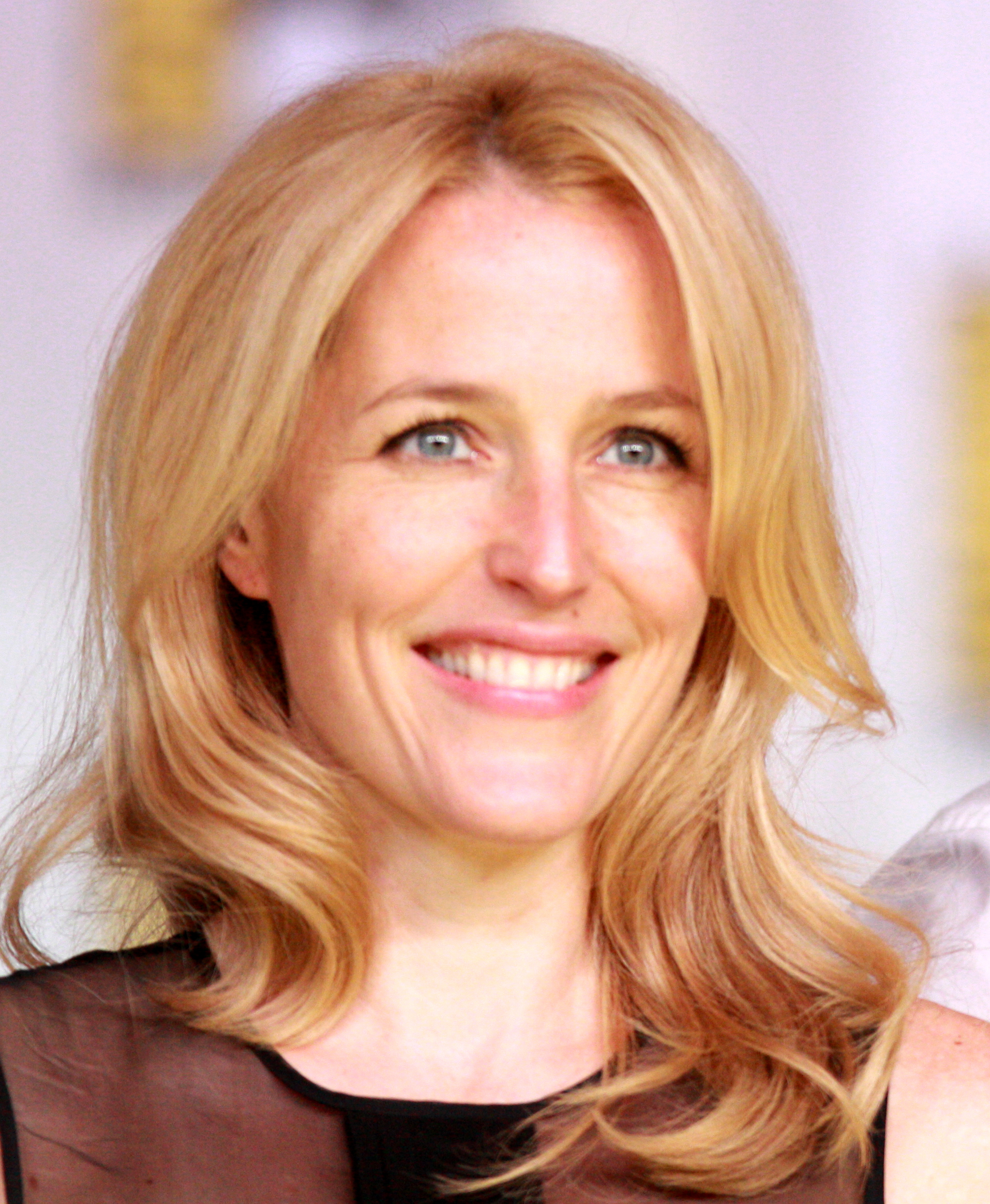

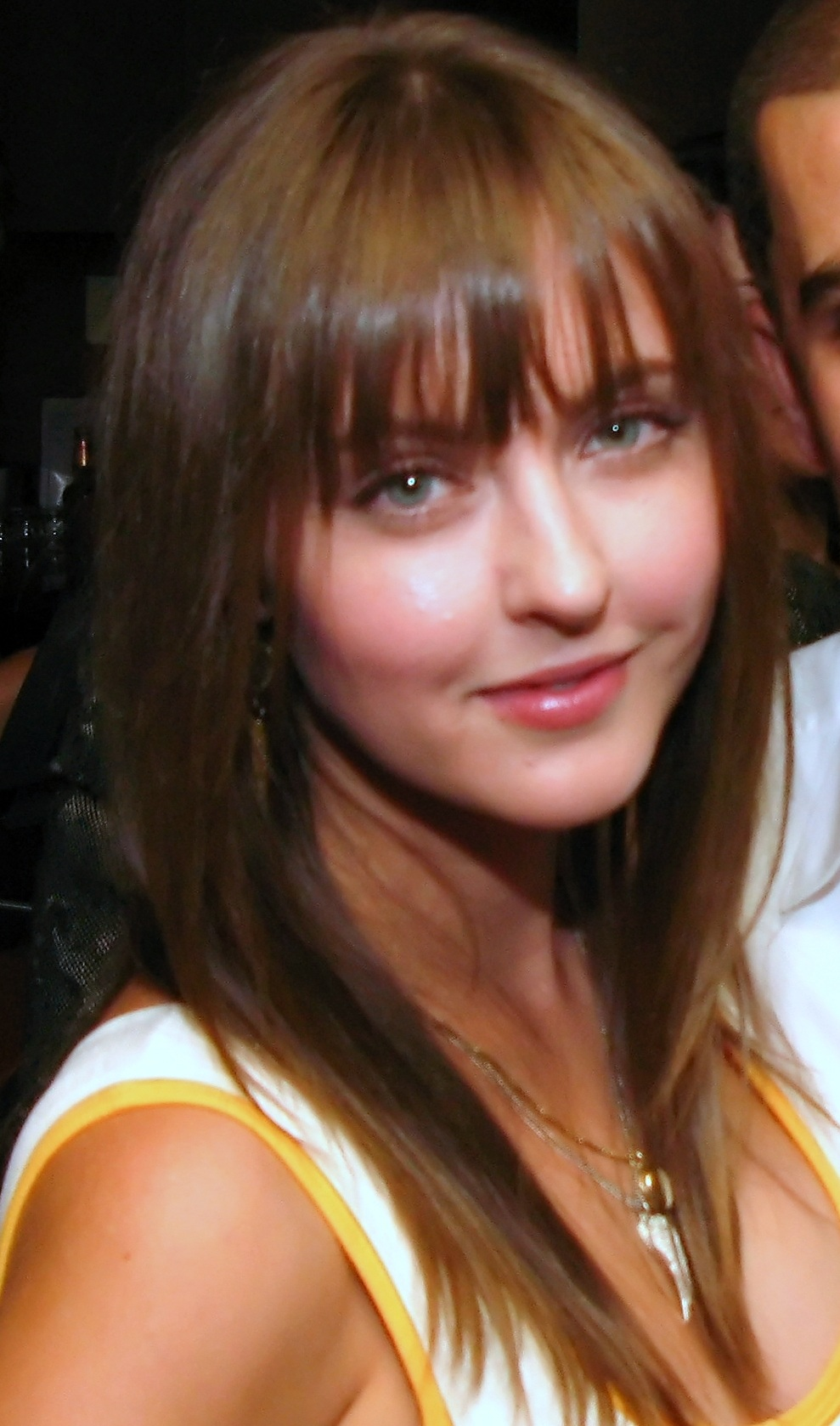

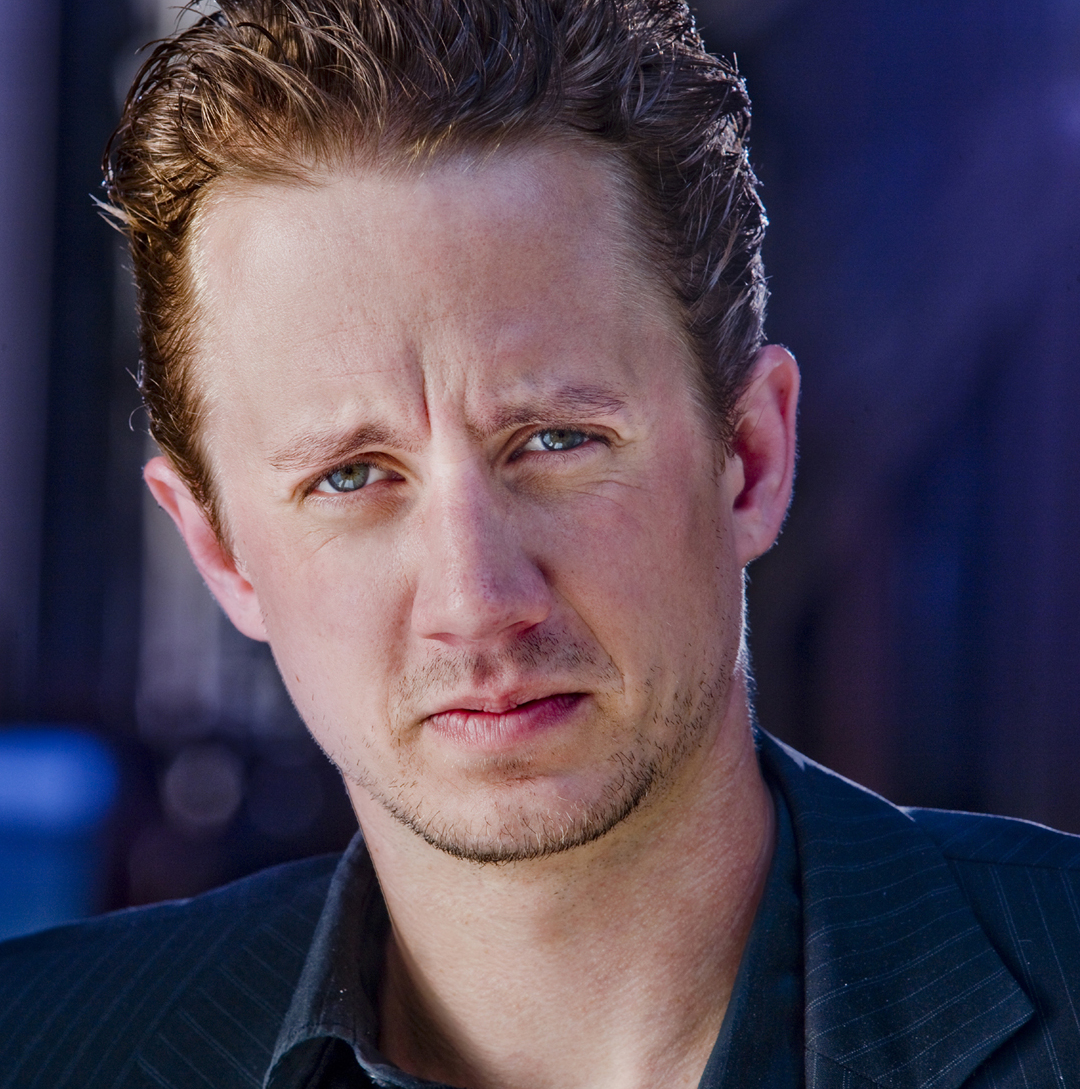

## Зміст
Істина поза межами досяжного
У Коатс Гров (штат Мічиган) Філ, прийомний батько, лає шістнадцятирічного підлітка Боббі Річа за те, що він не привів в порядок галявину перед будинком та примугує докінчити розпочате. Боббі при подальшій суперечці направляє лопату на вітчима і радить прийомному батькові триматися на відстані. Суперечка розгоряється, і Боббі, кинувши лопату, утікає до фруктового саду неподалік а Філ переслідує його. Раптово він спотикається і падає. Коли дружина Філа Патті добігає в сад, вона виявляє тіло ще живого чоловіка, по плечі занурене в тванюку; ніс і рот його забиті брудом. Боббі стоїть поруч з ним на колінах із розширеними від жаху очима та простягає вітчиму руку.
Згодом Скаллі проводить розтин тіла Філа і виявляє в його шлунку 5,6 кг грязі. Дейна робить висновок: голову Філа утримували в грязі, поки він не задихнувся, і швидше за все, зробив це його прийомний син, Боббі. При дебатах з Малдером Скаллі висуває версію, що Боббі викопав яму, в яку і потрапив Філ. Помітивши слід ніби від мотузки на щиколотці Філа, Скаллі зазначає, що у Боббі міг бути спільник. Малдер підлітка, і хлопчик розповідає, що батько отримував задоволення, завдаючи йому побоїв. Згодом Патті каже Скаллі — коли вона знайшла Боббі і Філа, син ніби намагався допомогти вітчиму вибратися, а не робив спроби вбити його. Також мати зізнається, що з 1995 року, коли у хлопчика почалися спалахи гніву, син консультується у психіатра. Агенти зустрічаються з лікаркою Карін Метьюз. Карін вірить, що вітчим бив хлопця. Однак Малдер переконаний — Боббі не міг убити свого вітчима.
У школі Боббі говорить симпатичній однокласниці Лізі Байоккі (Lisa Baiocchi), що вона повинна опиратися наказам її батька, як він опирався Філу. Коли Ліза повертається додому, її батько бачить біля дому автівку Боббі і в люті вимагає, щоби вона припинила зустрічі з хлопцем. Ліза гостро відповідає батьку і тікає в свою кімнату. Коли батько Лізи підходить до вікна, скло раптово розбивається та з'являється неясний обрис; рука, схожа на відросток, витягує містера Байоккі за горло додолу.
Тіло батька Лізи виявлено на землі перед будинком. Скаллі приходить до висновку, що Байоккі помер внаслідок того, що його виштовхнули з вікна. Проте Малдер виявляє докази, які підтверджують — що батька Лізи витягали з вікна другого поверху. Агенти дізнаються, що Ліза теж належить до числа пацієнтів Карін Меттьюз. Докторка розповідає Малдеру, що в своєму лікуванні вона прагне переконувати жертв насильства набратися сміливості й повстати проти тих, хто їх пригнічує. За допомоги місцевого слідчого Малдер виявляє скабку, що застрягла в шиї містера Байоккі. Порода дерева скабки збігається з тим деревом, що росте перед будинком родини Байоккі. В швидкому часі по тому до агентів підходить чоловік на ім'я Рамірес; у руці він тримає сокиру. Рамірес каже агентам, що дерева в окрузі вмирають через «дуже погану людину».
Карін запрошує Лізу залишитися з нею до ранку — коли повинна приїхати її тітка і забрати дівчинку з собою. Сидячи в своїй кімнаті, Ліза починає прислуховуватися до голосів — десь сперечаються Карін і незнайомий чоловік. З цікавості Ліза пробирається в підвал і виявляє там тіло чоловіка з пророслим через очницю коренем. З жахом Ліза біжить до дверей, але вони зачиняються і повертаються замки. Ліза чує, як голос незнайомого чоловіка називає її «нишпорка». Карен за дверина радить замкненій Лізі мовчати, допоки незнайомий чоловік не почув її.
Малдер дізнається — що батько Карін, також як і Філ, задихнувся в грязі теж у фруктовому саду. Фоксу здається дивним, що Карін про цю обставину не згадала. Рамірес говорить Малдеру — саме після смерті батька Карін Метьюз почали хворіти дерева в саду. Карін вважає такі речі казкою, бо її батько був сильною і вольовою людиною — з тих, про які люблять придумувати історії.
Малдер розкриває могилу містера Метьюза — в труні знаходиться тільки кілька коренів. Коли до будинку Карін приїжджає тітка Лізи Лінда, лікарка каже, що дівчинка пішла на автобусну зупинку. Однак перш ніж Лінда встигає відбути, Ліза розбиває вікно в підвалі та кричить до неї. Лінда біжить на допомогу племінниці, але невидима сила накидається на неї і вбиває у дівчинки на очах; гілки дерева розгойдуються над нею.
На допиті Боббі змушено каже Малдеру, що в якості терапії Карен змушувала його грати роль Філа — і що насправді його ніколи не били. Ліза чує, як відкривається засув підвалу. Вона повертається до дверей та розуміє, що чоловічим голосом, який вона чула, говорила Карін. Скаллі та Малдер обшукують будинок Карін і знаходять труп, який Ліза бачила раніше в підвалі. Малдер робить висновок, що це тіло батька Карін.
Агентів замкнено в льосі, але Малдер вибиває замок. Фокс і Дейна знаходять перелякану, але ькз ушкоджень Лізу в кутку у кухні. Малдер намагається наздогнати утікаючу на автівці втечею Карін, але його машина врізається в величезне дерево — воно з'явилося нізвідки просто на дорозі. Карін приїжджає в будинок сім'ї Річі та переслідує й погрожує Боббі. Підліток біжить до саду, але невидима сила затягує його в тванюку. Намагаючись врятувати хлопця, Малдер одночасно переконує Карін розірвати замкнене коло й боротися з голосом в голові. Але у неї не вистачає сил; відросток, схожий на корінь, піднімається з бруду та тягне Малдера вниз. З'являється доглядач дерев Рамірес і одним сильним ударом сокири вбиває Карен. Невидима сила звільняє Малдера і підлітка.
Подальше розслідування не змогло дізнатися, що стояло за цією історією.

## Створення
Сценарій серії написали Джессіка Скотт і Майк Воллагер — їх перший в серіалі. З огляду на дебют сценаристам знадобилося багато часу, щоб його написати, і, за спогадами Френка Спотніца, сценарій «пройшов через багато, багато втілень і версій». Через сюжет епізоду та його постановку він став сардонічно відомим як «Епізод дерева вбивць» серед акторів та знімальної групи. Назва епізоду є біологічним терміном.
Велика частина «Шизогонії» була знята у справжньому саду «Ферма Хейзелгроув» поблизу Форт-Ленглі (Британська Колумбія). Моменти з потопанням в грязі знімалися на саунд-сцені в студіях Lionsgate, для цього було висаджено понад 200 кущів ліщини. Грязьову яму зробили із великого резервуару, наповненого грунтом, мохом сфагнумом та водою. Цю суміш підігрівали, щоби актори не змерзали під час зйомок. Момент з пострілом, після якого тіло Карін Метьюс занурюється в грязь, вимагав, щоб жінка-каскадер повільно опускалася в яму. Для цього був задіяний знімальний колектив, що постачав акторці кисень. Керівник відділу спецефектів Тобі Ліндала та його підлеглі створили усі реквізити, використані в епізоді, в тому числі й рухоме коріння дерева та труп батька Карін Метьюз.
Кілька місць для зйомки були обрані через близькість до великих дерев. До прикладу, будинок Лізи був поруч із великою вербою. На вербі було встановлено підроблену гілку завдовжки двадцять футів — щоб надати моменту грізного відчуття. Гілляка, яка атакує автомобіль Малдера, була гілкою від дерева, яке зламалося та впало на урядову землю. Було отримано дозвіл канадського уряду і гілку підняли в повітря та скинули її на списану поліцейську машину. Після зняття цього моменту координатор автомобілів серіалу Найджел Хабгуд відремонтував автівку, і згодом вона була використана в епізоді «Курок».
Композитор серіалу Марк Сноу пишався музикою, яку він написав до цього епізоду. Він вважав, що доповнив «темну … чудову ауру» епізоду. Сноу пояснював зловісне звучання саундтреку використанням в ньому синтезованого звучання дерев'яних духових музичних інструментів.

## Сприйняття
Перший показ «Шизогонії» відбувся в мережі Fox 11 січня 1998 року. Серія отримала рейтинг Нільсена 12,9 з часткою 19 — його переглянули 21,37 мільйона глядачів.
Епізод отримав переважно змішані та негативні відгуки критиків, кілька рецензентів вважали його одним із найгірших в серіалі. Оглядачка The A.V. Club Емілі Вандерверф надала епізоду оцінку D — і зазначила, що «Шизогонія» може бути найгіршим епізодом «Цілком таємно», так як «тон [епізоду] вимкнено».
Роберт Шірман та Ларс Пірсон у книзі «Хочемо вірити: Критичний посібник із Цілком таємно, Мілленіуму та Одиноких стрільців» оцінили епізод 3.5 зірок із п'яти. Вони позитивно оцінили першу частину епізоду. Разом з тим оглядачі стверджували, що посилання епізоду на «Психо» та відсутність пояснень в сюжеті призводять до того, що епізод наближається до «нісенітниці». Також вони зазначали — «сюжет „Шизогонії“ є більш заплутаним, ніж паранормальна коренева система в серії, але під ним лежать деякі потужні теми».

## Знімалися
| Актор              | Роль          |
| ------------------ | ------------- |
| Девід Духовни      | Фокс Малдер   |
| Джилліан Андерсон  | Дейна Скаллі  |
| Кетрін Ізабель     | Ліза          |
| Чад Ліндберг       | Боббі Річ     |
| Боб Доусон         | Філ Річ       |
| Майлз Фергюсон     | Джої Агостіно |
| Сара-Джейн Редмонд | Карін Метьюз  |